# 학술전산망협의회
학술전산망협의회(Academic Network Council; ANC)는 1991년 결성된 컴퓨터 네트워크 관련 국내 최초의 공식 조율기구이다. 1982년, 한국 전자기술연구소(KIET 현재 ETRI로 통합)와 서울대학교 사이에 국내 첫 원거리 데이터 교신이 시작된 이래 컴퓨터 네트워크와 관련된 조율은 KAIST SALAB(System Architecture LABoratory)에 설치된 SDN 운영센터를 중심으로 이루어졌다. 1980년대 말까지 컴퓨터 네트워크로 연결된 국내 호스트 수는 30여 대에 불과했기 때문에 네트워크 관리자들끼리는 서로 잘 아는 사이였으며, 네트워크 운영 및 관리를 위해 수시로 연락을 주고 받았기 때문에 별도의 조정기구 없이도 공조와 협력이 잘 되는 편이었다. 그러다가 1988년 KREN과 KREONET이 구축되면서 네트워크 간 조율의 필요성이 커지기 시작했고, 1990년 한-미간 전용선을 이용한 인터넷망인 HANA/SDN이 서비스를 시작하면서 인터넷 사용자들이 늘어나 보다 공식적인 테이블을 필요로 하게 되었다.
학술전산망협의회는 네트워크 네이밍 및 IP 주소할당, 해외 전산망과의 연결과 같은 기술적 조정부터 관련 프로젝트나 국내외 인터넷 관련 활동까지 관장하였다. 연구개발망 중심의 학술전산망협의회는 1994년 막 등장하는 국내 상용 인터넷 서비스와 향후 개시될 초고속인터넷서비스 환경을 고려해 한국전산망협의회(Korea Network Council; KNC)로 확대개편되었다. 한국전산망협의회는 학술전산망협의회 시절의 논의 뿐 아니라, 국가기간망정보센터(KOSINet), 상용 망 현황 공유, 전산망 상호접속(Internet eXchange; IX) 문제도 논의하였다. 인터넷 운영 관리가 점차 자동화되고, 상용 인터넷 서비스가 성장하면서 전산망 운영에 대한 이슈들은 점차 개별 인터넷 서비스 업체가 해결하는 것이 일반화되었고, 한국전산망협의회는 1996년 6월 회의를 마지막으로 개최되지 않았다.
한국전산망협의회는 1982년 최초의 연구개발망 구축 시절부터 형성된 연구개발자들의 자율적 조정기구로서, 이러한 자율적 조율의 원칙은 이후 한국망정보센터(KoRea Network Information Center; KRNIC), 인터넷주소위원회(Number & Name Committee; NNC) 등의 형성에 이어졌다.

## 학술전산망협의회 초기 멤버
- 전길남: 초대 의장
- 최양희: 초대 부의장, (KREN)
- 변옥환: 초대 부의장 (KREONET)
- 박현제: 초대 SG-INET 의장

## 참고 자료
- 전길남, 강경란, "초기 한국 인터넷 略史(1982년~2004년)," The e-Bridge, 한국정보처리학회, 2011년 10월.
- Kilnam Chon, et al., "A History of Computer Networking and the Internet in Korea," IEEE Communications Magazine, 2013.2.1.
- 안정배 기록, 강경란 감수, 한국 인터넷의 역사 - 되돌아보는 20세기 -, 서울, 블로터앤미디어, 2014년 8월 20일. ISBN 978-89-965929-6-9
- 한국인터넷역사프로젝트 - 박현제 인터뷰
- ANC-91-003
- ANC-94-144
- KNC-94-143
- KNC-96-261
- ANC 문서 (초안)
- KNC 문서 (초안)

## 같이 보기
인터넷 아키텍처 위원회
Internet Architecture Board (en)
Internet Architecture Board